# 烏德琴
烏德琴，又称厄烏德琴（英語：Oud），是中东及非洲东部及北部使用的一种传统弦乐器，有“中东乐器之王”之称。
烏德琴被认为是欧洲魯特琴。由于现代吉他延自鲁特琴之一种类，是以烏德琴也被视为吉他的前身。
中亚国家如阿拉伯、土耳其、伊朗、亚美尼亚、伊拉克、敘利亞、阿塞拜疆的传统音乐里乌德琴占有重要地位。在北非国家如埃及、苏丹、摩洛哥、突尼斯、阿尔及利亚等也是人们所喜爱的乐器之一。

## 名称

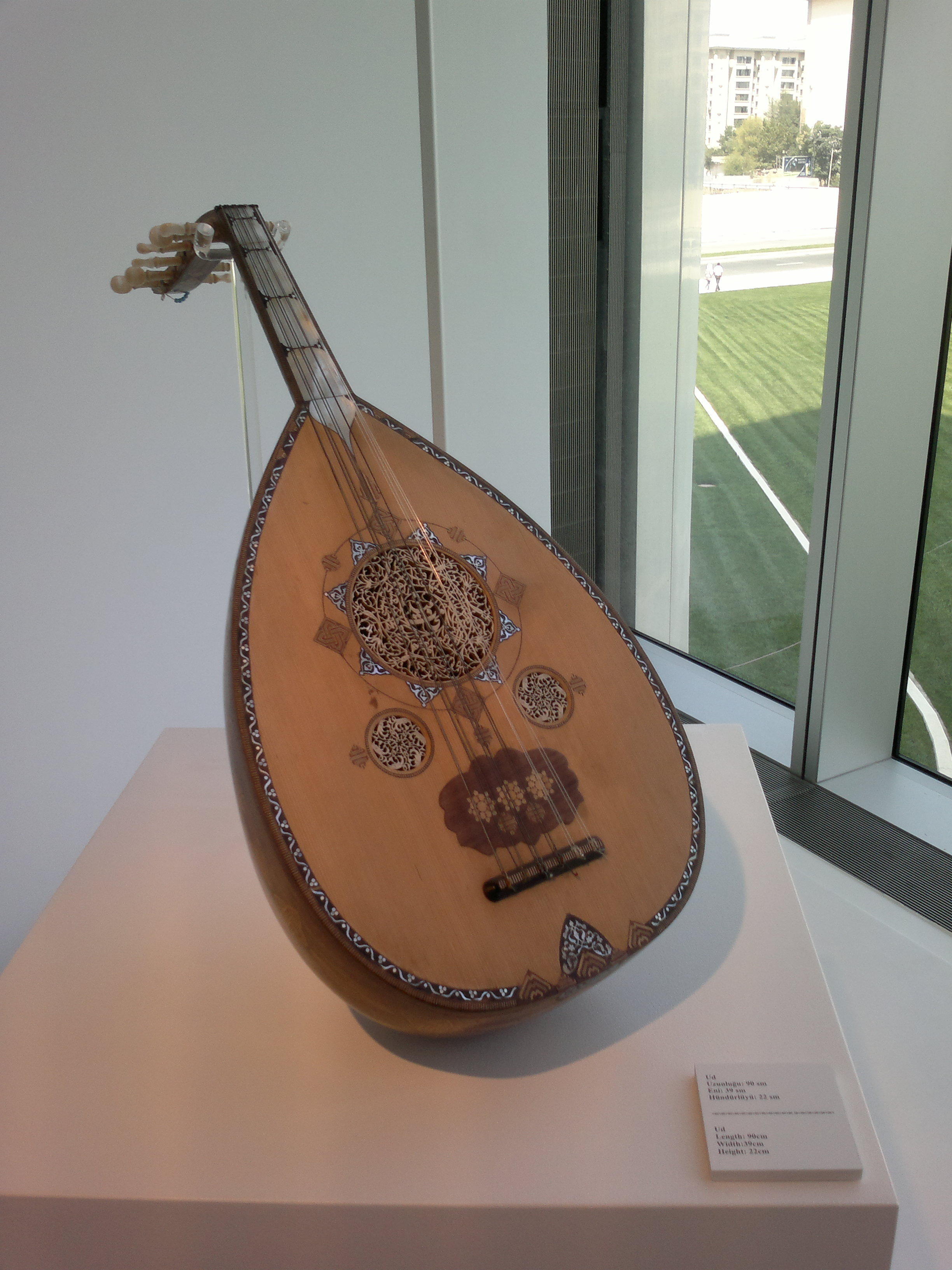
阿塞拜疆的乌德琴

一般认为，烏德琴“Oud”及魯特琴1“lute”都源自一个阿拉伯词العود，此词音为al'ud，是“这（那）木头”的意思。这名称的由来有各种见解，詹弗兰科·洛蒂认为此称呼带有贬意，这是因为早期伊斯兰教轻视乐器的缘故。Eckhard Neubauer则认为'ud可能是阿拉伯人对波斯文“rud”的翻译，“rud”乃弦或弦乐器之意。
土耳其语称烏德琴为“ud”，阿拉伯语al'ud的前缀“al”是“这或那”的意思，“al”被土耳其人弃用，将“Oud”（由阿拉伯字母eyn、“و”waw、及dal组成）改成“ud”来称呼此乐器，会如此改动据说是由于土耳其語中没有阿拉伯字母eyn的发音。

## 历史
烏德琴的由来，至今说法不一。
根据一位古代伊斯兰科学家法拉比研究，烏德琴是由创世纪中的传说人物，亚当的第六代孙拉麦2所创，传说中拉麦悲伤的将其儿子的尸体吊在树上，而第一个烏德琴的创造就是来自其儿子的骨骼形状。
另有传说是上帝赐于亚当儿子该隐的后裔发明乐器的本领，土八发明了鼓、拉麦发明了乌德琴、迪拉尔3发明了竖琴。
根据伊朗的巴爾巴特琴大师，Behruzinia的说法，波斯的巴爾巴特琴是烏德琴的前身，阿拉伯人改造了巴爾巴特琴，然后将之称为烏德琴。
古代的突厥人也有相似的乐器，叫火不思，这种乐器被认为有神奇的力量，依照一些突厥人建立的碑之碑铭记载，在突厥的军乐队中有使用，之后欧洲军队也有使用此乐器。被认为是突厥后代的土耳其人用的烏德琴与阿拉伯的烏德琴，在造型及弹奏方法上都有很大差异。在今天，亞美尼亞及希腊用土耳其的烏德琴和音调。
依奇努岑·坦里科鲁尔4称，烏德琴源自一种中亚突厥人的乐器火不思5，为烏德琴加上弦的也是突厥人，今天的烏德琴已与古代造型上有很大差别。
至今所发现最早的烏德琴图像来自美索不達米亞南部，是烏魯克时期的作品（公元前4000年到前3100年），于一个已有5000年的圓筒印章上面，这圓筒印章是由多米尼克·科隆博士发现，现存于大英博物館中，图像是一位在船上蹲着的女性，在用右手弹奏烏德琴。
烏德琴在美索不達米亞地域出现多次，在非洲，古埃及的第十八王朝开始就已发现烏德琴的踪迹，以及各种烏德琴的变体。这些例子在大英博物館以及美国纽约的大都會藝術博物館收藏的泥板及莎草紙上都可看到。
烏德琴及其变体的踪迹在地中海及波斯湾地区的古代文明中都可见到，包括蘇美爾、阿卡德、波斯、巴比伦、亞述、古希腊、古埃及及羅馬帝國。
中国的琵琶据说是也是由烏德琴演变而来。东汉时期刘熙所著之《释名乐器》中的记载就有“批把本出于胡中，马上所鼓也。推手前曰批，引手后曰把。”之句。说明琵琶是外族的产物。
欧洲乐器魯特琴被认为是从烏德琴衍生出来的乐器。欧洲人是在十字军东征期间接触到烏德琴的，当时有人将烏德琴带回欧洲，魯特琴在法文中是Luth、英文Lute、德文Laute、意大利文Liuto、荷兰文Luit、在西班牙文中是Alaud而英文中luthier这词，即拨弦乐器制作匠，也是来自Luth。

## 构造

### 特色
无琴格：烏德琴和其他彈撥樂器不一样，就是琴頸上没有琴格，这使得弹奏者能更好的表现滑音及顫音技巧。没有琴格也让弹奏者能弹出瑪卡姆調式中的微音。
烏德琴没有琴格是后来的改良，在公元1100年时烏德琴还有琴格，到1300年时琴格就消失了。烏德琴去除琴格反映了中东音乐的发展较重视装饰音。
弦：多数烏德琴有11条弦。10条弦中被分成常一起弹奏的5对双弦。第11条弦，最下面的一条单独弹奏。弹奏烏德琴所用的力度比起现代吉它轻很多。
弦轴箱：烏德琴的弦轴箱自琴頸向后弯曲45到90度。
琴身：烏德琴的琴身背部有个状似半个西瓜的突出面，不像吉它背部是平的，这个设计可让烏德琴产生共鸣，可弹出复合的调子。
音孔：烏德琴有1到3个音孔。

### 撥子
烏德琴的撥子长度比食指稍微长一点。阿拉伯人称之为reeshe 或risha，土耳其人称之为mızrap。传统上，制造烏德琴撥子的材料为老鹰的羽毛及乌龟的壳，在今天，塑料的撥子比较普遍，这是因为塑料撥子即适用又较便宜。
烏德琴手对撥子的质量要求很严格，通常是自己制造的，材料来自其他塑料物品。烏德琴手非常照顾撥子，会以沙纸磨去尖锐的边缘，尽量让撥子能够撥出最好的音色。

## 地区种类
以下为各种不同地区的烏德琴种类，这些烏德琴在形状及调律上有很大的不同。

### 阿拉伯烏德琴
- 敘利亞烏德琴：较大、较长、音高较低。
- 伊拉克烏德琴：（穆尼尔贝希尔形）：大小与敘利亞烏德琴相似。特色是有浮动的弦马，这设计可让之集中发出中度的頻率，使得其发出的声音类似吉它。这种烏德琴是伊拉克烏德琴名师Munir Bechir设计的。
- 埃及烏德琴：造型与敘利亞烏及伊拉克烏德琴相似，但琴身更似梨形。音高稍微不同。只有最低位置的一对弦才达到调律‘G’。埃及烏德琴的装饰相对而言比较华丽。

### 土耳其烏德琴
土耳其语：“ud”，包括在希腊及亞美尼亞使用的类型，在希腊叫“ούτι”。体形比较小、琴頸比较短、音高较高、音色较明亮。

### 波斯烏德琴（巴爾巴特琴）
体形小过阿拉伯烏德琴，与阿拉伯烏德琴的音调不一样，音高比较高，与土耳其烏德琴相似但体形较小。

### 卡迪姆烏德琴
一种北非的烏德琴，已经没有人使用。

### 非烏德琴乐器
希腊乐器“Laouto”和“Lavta”，虽然看起来与烏德琴相似，但在弹法上有极大不同，而且都有琴格。其源流是来自拜占庭鲁德琴（Byzantine lutes）。“Laouto”是一种克里特岛人使用的乐器。

## 各种乌德琴的调律
乌德琴有各种调律。以下列出的调律是依位于最下面的单弦到最上面的双弦排列6。

### 阿拉伯乌德琴调律
- G A D G C F，这是最常用的音高组合。
- D G A D G C
- C F A D G C
- C E A D G C
- F A D G C F

### 土耳其烏德琴及突厥巴爾巴特琴调律
- 老式土耳其古典调律：A D E A D G
- 新式土耳其古典调律：F# B E A D G
- 土耳其\亞美尼亞式调律：E A B E A D
- 土耳其\亞美尼亞式调律变体：C# F# B E A D
- 标准突厥调律：D E A D G C